# Pride of Dover
Die Pride of Dover war eine Fähre der britischen P&O Ferries, die 1987 für die noch im selben Jahr aufgelöste Reederei Townsend Thoresen in Dienst gestellt wurde. Das Schiff blieb bis Dezember 2010 im Ärmelkanal in Fahrt und wurde 2012 in der Türkei abgewrackt.

## Geschichte
Die Pride of Dover wurde bei Schichau Unterweser in Bremerhaven gebaut und am 20. September 1986 vom Stapel gelassen. Am 26. Mai 1987 fand die Ablieferung an Townsend Thoresen statt. Am 2. Juni wurde das Schiff auf der Strecke von Dover nach Calais in Dienst gestellt.
Im Dezember 1987 wurde die neu gegründete P&O European Ferries Eigner des Schiffes, da Townsend Thoresen den Betrieb eingestellt hatte. Die Pride of Dover war somit das letzte für die Reederei in Dienst gestellte Schiff. An ihrer Fahrtroute änderte sich durch den Besitzerwechsel jedoch nichts.
Im März 1998 wurde das Schiff von der P&O Stena Line gechartert und noch im selben Jahr in P&OSL Dover umbenannt. 2002 entstand aus P&O European Ferries die bis heute bestehende Reederei P&O Ferries, die das Schiff als PO Dover einsetzten. Im März 2003 erhielt es jedoch wieder seinen ursprünglichen Namen Pride of Dover.

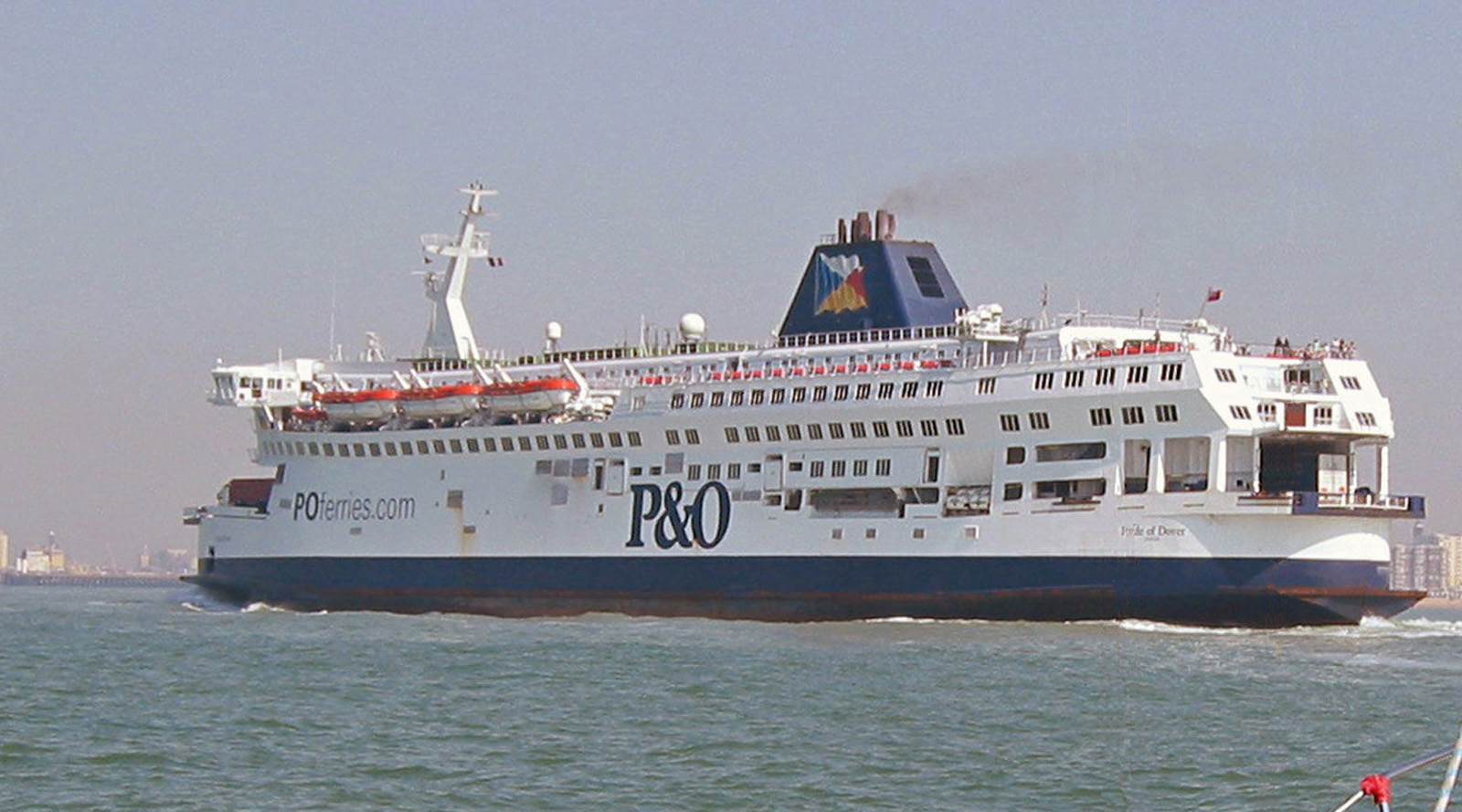
Heckansicht der Pride of Dover 2006

Im Oktober 2008 wurde die Pride of Dover außer Dienst gestellt und aufgelegt. Im Dezember 2010 kam das Schiff noch einmal kurzzeitig auf der Dover-Calais-Route in Fahrt, wurde danach jedoch endgültig ausgemustert, da für 2011 und 2012 die Indienststellung der Nachfolger Spirit of Britain und Spirit of France erwartet wurde.
Die Pride of Dover verbrachte die folgenden knapp zwei Jahre in Tilbury, ehe sie im Oktober 2012 zum Abbruch in die Türkei verkauft wurde. Am 29. November 2012 verließ sie von dem Schlepper Eide Fighter gezogen den Hafen von Tilbury und traf am 28. Dezember in Aliağa ein, wo sie in den kommenden Monaten abgewrackt wurde.
Schwesterschiff der Pride of Dover war die ebenfalls 1987 in Dienst gestellt Pride of Calais, die noch bis 2013 in Fahrt blieb und anschließend ebenfalls in Aliağa abgewrackt wurde.